# 早点说
〈早点说〉是美国说唱歌手蜜桃猫朵佳第二张录音室专辑《Hot Pink》的第五首单曲，于2020年1月28日由科莫萨贝唱片和RCA唱片派台播出。歌曲由蜜桃猫朵佳、莉迪亚·阿斯拉特和卢克博士创作，其中卢克博士在歌曲制作名单中化名为泰森·特拉克斯。
歌曲凭借TikTok用户海莉·夏普（Haley Sharpe）编排的舞台在社交媒体平台走红而广为人知。说唱歌手妮琪·米娜客串的两个混音版发行后，歌曲问鼎美国《告示牌》百强单曲榜冠军，而妮琪客串版本也在榜单中出现了两个礼拜。该作品是两名女说唱歌手首个登上百强单曲榜的合作作品，也是两位艺人首个冠军单曲。歌曲取得不俗的商业表现，为2014年身陷凯莎诉卢克博士案、受音乐评论人批评的制作人卢克博士挽回了名声。另外，歌曲也在拉脱维亚电台榜夺得冠军，同时跻身16个国家的前五位，获12个国家金奖及更高级别的销量认证。独唱版本在2020年MTV音乐录影带大奖上获得包括年度歌曲在内三项提名，也获得年度制作和最佳流行个人演出两项提名。

## 背景
〈早点说〉最初作为蜜桃猫朵佳第二张录音室专辑《Hot Pink》第五首单曲发布。2019年末至2020年初，社交媒体应用TikTok出现大量利用该曲作为背景音乐的舞蹈挑战视频，总播放数超过75亿次，该曲因此一炮而红。之后，该曲作为专辑的正式单曲被派至美国當代流行電台播放。

## 作曲
歌曲被认为是一首“热气腾腾、时髦的”流行说唱迪斯科歌曲。根据索尼/聯合電視音樂出版公布的乐谱。歌曲以D大调写就，速度每分钟111拍，采用了1970年代放克音乐的元素，尤其模仿了Chic的〈Good Times〉。

## 专业评价

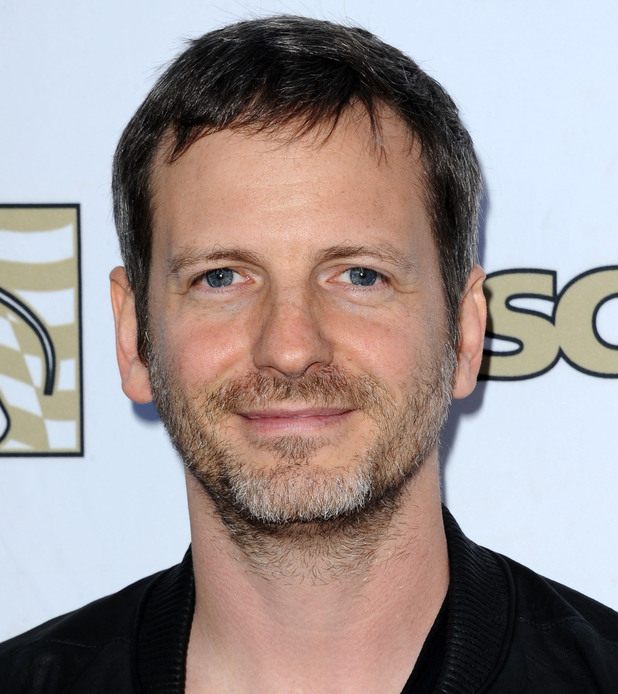
《综艺》和美联社认为〈早点说〉是卢克博士身陷凯莎诉卢克博士案后的复出。

《前音后果》的露西·香克（Lucy Shanker）认为歌曲是“传统的流行金曲”。《ELLE》的内里沙·彭罗斯（Nerisha Penrose）认为，“朵佳躺在七彩合成器和时髦贝斯琴伴组成的床上，用静谧、充满空气感的嗓音，带出了舒服的怀旧感。”《流行冲突》认为歌曲“与朵佳一贯完美的歌声相辅相成”。
《公告牌》杂志的丹妮丝·华纳（Denise Warner）认为，“如果没有边缘化凯莎（当初对卢克博士）的指控和经历，（她）一个人又怎能支撑〈早点说〉的成功？”同本杂志的加夫·金斯伯格（Gab Ginsberg）认为，“如果朵佳跟卢克合作有自己的愿意，我就没必要去迎合了，但不过这是她的事情。我真心希望大家能支持朵佳，而不是卢克，但事实是卢克帮了朵佳一把，给她打造一支金曲，而我也很喜欢这首歌”。而安德鲁·温特贝格（Andrew Unterberger）表示：“有件事情我们大家必须时刻牢记，就是要不断质问朵佳和其他如今和现在想合作的艺人，确保每个人都知道（卢卡斯）戈特瓦尔德要在流行乐坛复出，从而对此作出回应，要求总体问责。”
歌曲于2020年6月位列《公告牌》年度歌曲榜第4位，被誉为“年度最佳舞池曲”。不过另一方面，他们强调，卢克博士被凯莎等人指控性侵犯和性虐待，他和朵佳在歌曲中的合作是不应该被人忘记的事实。

## 商业表现
在美国，歌曲于2020年1月4日空降《告示牌》榜外單曲榜第19位，次周升至第6位。两周后，歌曲成为朵佳第三首进入百强单曲榜的作品，也是《Hot Pink》第二首进入该榜的作品。随后作品空降流行电台榜第33位，是朵佳继〈Juicy〉后第二首登上流行电台榜的作品。自此，歌曲该榜的排名升至第3位。音乐视频发布后，歌曲在百强榜出现了八个星期，排位上升18位至第33名，同时流媒体歌曲榜排名第26位。随后进入百强榜10强，最终获得冠军。歌曲还获得节奏歌曲榜和舞曲/混音点播榜冠军，凭借100万份销量获白金认证。
海外方面，歌曲在澳大利亚、比利时、荷兰、新西兰、爱尔兰和英国的榜单进入前十，在希腊和斯洛文尼亚等国进入前40。其中于2020年1月3日在英國單曲排行榜排名第83，2月7日升至第35进入前40，5月8日进入第2。

## 现场表演及其他用途
2020年2月26日，朵佳在《吉米·法伦今夜秀》表演该曲。表演中，朵佳身穿红色婴儿连身衣，在旁有两人负责伴唱伴舞，跳迪斯科风格舞蹈，间中表演TikTok上以这首歌伴奏的非常热门的舞蹈。4月2日，朵佳在《MTV Push》节目表演该曲。5月11日，朵佳在《美国好声音》居家扮演该曲，表演中身着70年代风格服装，头顶有一个巨大的迪斯科球。歌曲收录于阿什顿·琼斯主办的合辑《DJ Kurupt出品：Love & Music》中。2020年8月30日，朵佳在2020年MTV音乐录影带大奖中表演了〈早点说〉和〈我喜歡〉。舞台视觉上采用科幻主题，朵佳身穿仿毛毛虫连身衣。
《时尚先生》作家贾斯汀·柯克兰（Justin Kirkland）称赞布景和舞蹈编排，但也认为“蜜桃猫朵佳缺乏对嘴唱歌的能力，使得表演很难观赏”。《综艺》的埃莉斯·谢弗（Ellise Shafer）认为朵佳身着美人鱼款连体衣，用灯光照亮部分身体的造型是演出最糟糕的部分。在2020年公告牌音乐奖上，朵佳串烧了〈Juicy〉、〈早点说〉和〈我喜歡〉。〈早点说〉的重金属版在2020年MTV欧洲音乐奖上呈现，间奏取样自前卫摇滚吉他手Plini的歌曲《Handmade Cities》，然而Plini的名字并未出现在制作名单中，有剽窃的嫌疑。对此，Plini表示非常遗憾，他认为音乐行业目前普遍看重影响力多过原创力，这一现象非常让人惊讶：“这个现象现在才有人重视，如果没有一百万播放量，肯定没什么人关注。”
歌曲列入舞蹈游戏《舞力全开2021》歌单。

## 音樂錄影帶
2019年11月，蜜桃猫朵佳宣布计划发布〈早点说〉的音乐錄影帶。该影片于2020年2月27日，于雪茨–戈德斯坦宅邸拍摄，舞台设置在1970年代“迪斯科时代”的洛杉矶。在这部由汉娜·勒克斯·戴维斯执导的影片中，朵佳换了几套闪闪发光的衣服，用铁链拖着一头老虎前行，演员在约苏埃·代·拉·维加（Josué de La Vega）饰演朵佳的情人，另有唐泰·科利和海莉·夏普（Haley Sharpe）两人TikTok红人出演，其中海莉为了这首歌编排了爆红的舞蹈。让歌曲爆红的舞蹈也在影片中出现。
2020年5月4日，朵佳与Vevo Lift共同推出现场版音乐錄影帶。影片中，朵佳身处箱型结构的房间，房间的墙壁以粉红地毯铺陈。朵佳的演出服为一件式毛衣，配猫耳朵。

## 翻唱版本

### 日文版
日文版由印度尼西亚歌手兰妮奇（Rainych，本名兰妮·冉）演唱，2020年3月31日发布。歌词由YouTuber Dantenkou翻译，截至2020年11月，点击量已破1800万。该翻唱甚至獲得朵佳本人的关注，在歌迷的建议下，她在Instagram开直播，与歌迷一起听这个版本。朵佳认为冉的嗓音“很美妙”，说“她很性感。她非常清楚自己他妈想干嘛”，还跳起舞。
冉在Twitter发帖表达自己的喜悦之情，感谢歌迷推荐这首歌，说自己“激动得哭了”，也感谢她的版本能被TikTok重视。

### 韩文版
2020年6月23日，韩国女子歌唱组合f(x)成员Luna发布歌曲韩文版。影片中，Luna身穿比基尼，伴有两个舞者，氛围轻浮、复古。这是Luna自《Even If It Hurts and Hurts》以来的第一首翻唱。

### PJ版
R&B歌手PJ在“隔离音乐会”（The Quarantine Tapes）活动中翻唱该曲。

## 奖项
| 年度 | 组织              | 奖项             | 结果 | 参考   |
| ---- | ----------------- | ---------------- | ---- | ------ |
| 2020 | 全美音樂獎        | 年度视频         | 提名 | [ 64 ] |
| 2020 | 黑人娱乐电视大奖  | 年度视频         | 提名 |        |
| 2020 | BreakTudo奖       | 海外金曲         | 提名 | [ 65 ] |
| 2020 | 葛萊美獎          | 年度制作         | 待定 | [ 66 ] |
| 2020 | 葛萊美獎          | 最佳流行个人表演 | 待定 | [ 66 ] |
| 2020 | MTV音樂錄影帶大獎 | 年度歌曲         | 提名 | [ 67 ] |
| 2020 | MTV音樂錄影帶大獎 | 最佳导演         | 提名 | [ 67 ] |
| 2020 | MTV音樂錄影帶大獎 | 最佳夏日歌曲     | 提名 | [ 68 ] |

## 曲目列表
Jax Jones Midnight Snack Remix
1. "Say So" (Jax Jones Midnight Snack Remix) – 3:30

Friend Within Remix
1. "Say So" (Friend Within Remix) – 2:52

Snakehips Remix
1. "Say So" (Snakehips（英语：Snakehips (duo)） Remix) – 3:20

## 榜单
| 榜单（2020年）                                      | 最高排名 |
| --------------------------------------------------- | -------- |
| 阿根廷（Argentina Hot 100） 妮琪·米娜版             | 10       |
| 澳大利亚（澳大利亚唱片业协会單曲榜）                | 4        |
| 奥地利（Ö3四十强单曲榜）                            | 21       |
| 比利时佛兰德（Ultratop五十强单曲榜）                | 5        |
| 比利时佛兰德（Ultratop城市榜）                      | 4        |
| 比利时瓦隆（Ultratop五十强单曲榜）                  | 5        |
| 巴西（巴西百强榜）                                  | 42       |
| 保加利亚（國際唱片業協會）                          | 9        |
| 加拿大（Canadian Hot 100）                          | 3        |
| 加拿大（《告示牌》Canada AC）                       | 31       |
| 加拿大（《告示牌》Canada CHR）                      | 1        |
| 加拿大（《告示牌》Canada Hot AC）                   | 5        |
| 独联体（Tophit独联体电台榜）                        | 2        |
| 哥伦比亚（国家报告）                                | 37       |
| 克罗地亚（克羅埃西亞電台榜）                        | 9        |
| 捷克（電台百大單曲榜）                              | 56       |
| 捷克（百強數位單曲榜）                              | 18       |
| 丹麦（Tracklisten）                                 | 9        |
| 萨尔瓦多（拉美監控）                                | 10       |
| 爱沙尼亚（爱沙尼亚四十强榜）                        | 5        |
| 歐洲（《告示牌》Euro Digital Song Sales）           | 13       |
| 芬兰（芬蘭官方單曲榜）                              | 13       |
| 法国（法國唱片出版業公會）                          | 9        |
| 德国（德國官方單曲榜）                              | 33       |
| 全球（《公告牌》全球二百强单曲榜）                  | 50       |
| 希臘（國際唱片業協會希臘分會國際單曲榜）            | 13       |
| 匈牙利（四十强电台榜）                              | 7        |
| 匈牙利（四十強單曲榜）                              | 11       |
| 匈牙利（四十強串流榜）                              | 11       |
| 冰岛（Tonlist）                                     | 5        |
| 愛爾蘭（愛爾蘭唱片音樂協會单曲榜）                  | 4        |
| 意大利（意大利音乐产业联盟） 妮琪·米娜版            | 45       |
| 日本（《告示牌》海外热榜）                          | 9        |
| 拉脱维亚（拉脱维亚四十强榜）                        | 1        |
| 黎巴嫩（黎巴嫩官方二十强榜）                        | 5        |
| 立陶宛（AGATA）                                     | 5        |
| 马来西亚（马来西亚唱片业协会）                      | 2        |
| 墨西哥（拉美監控）                                  | 2        |
| 墨西哥（《告示牌》墨西哥电台榜）                    | 1        |
| 荷兰（荷蘭四十強單曲榜）                            | 12       |
| 荷兰（百强单曲榜）                                  | 9        |
| 新西兰（新西兰唱片音乐协会）                        | 3        |
| 挪威（世界之路榜單）                                | 19       |
| 巴拿马（拉美監控）                                  | 8        |
| 巴拉圭（巴拉圭唱片公司管理协会）                    | 94       |
| 波蘭（波蘭百大電台榜）                              | 32       |
| 葡萄牙（葡萄牙唱片業協會单曲榜）                    | 8        |
| 罗马尼亚（电台百强榜）                              | 20       |
| 俄罗斯（Tophit俄罗斯电台榜）                        | 2        |
| 蘇格蘭（官方榜单公司單曲榜）                        | 9        |
| 塞尔维亚（Radiomonitor）                            | 2        |
| 新加坡（新加坡唱片业协会）                          | 4        |
| 斯洛伐克（電台百大單曲榜）                          | 37       |
| 斯洛伐克（百強數位單曲榜）                          | 24       |
| 斯洛伐克（電台百強單曲榜）                          | 58       |
| 斯洛伐克（百強數位單曲榜）                          | 26       |
| 斯洛文尼亚（斯洛文尼亚五十强榜）                    | 3        |
| 韩国（Gaon單曲榜）                                  | 143      |
| 西班牙（西班牙音樂製作協會）                        | 80       |
| 瑞典（瑞典最熱榜）                                  | 17       |
| 瑞士（瑞士热门音乐榜）                              | 15       |
| 乌克兰（Tophit乌克兰电台榜）                        | 50       |
| 英國（官方榜单公司單曲榜）                          | 2        |
| 美國（Billboard Hot 100） 妮琪·米娜版               | 1        |
| 美國（《告示牌》成人當代單曲榜）                    | 20       |
| 美國（《告示牌》Adult Pop Airplay）                 | 7        |
| 美國（《告示牌》Dance/Mix Show Airplay）            | 1        |
| 美國（《告示牌》Hot R&B/Hip-Hop Songs） 妮琪·米娜版 | 1        |
| 美國（《告示牌》Pop Airplay）                       | 1        |
| 美國（《告示牌》Rhythmic Songs）                    | 1        |
| 美国（《滾石》百大單曲榜） 妮琪·米娜版              | 2        |

| 榜單（2020年）                        | 排名 |
| ------------------------------------- | ---- |
| 阿根廷（拉美監控電台榜）              | 41   |
| 加拿大（加拿大百強單曲榜）            | 8    |
| 獨立國協（Tophit）                    | 21   |
| 荷兰（荷兰四十强单曲榜）              | 62   |
| 新西兰（新西兰唱片音乐协会）          | 12   |
| 美國（《告示牌》百強單曲榜）          | 11   |
| 美國（《告示牌》成人四十強單曲榜）    | 20   |
| 美國（《告示牌》舞曲/混音電台榜）     | 4    |
| 美國（《告示牌》熱門藍調/嘻哈歌曲榜） | 8    |
| 美國（《告示牌》主流四十強單曲榜）    | 7    |
| 美國（《告示牌》節奏單曲榜）          | 8    |

## 销量认证
| 地區                                                       | 认证    | 认证单位/销量 |
| ---------------------------------------------------------- | ------- | ------------- |
| 澳大利亚（澳大利亚唱片业协会）                             | 3× 白金 | 210,000‡      |
| 奥地利（國際唱片業協會奧地利分會）                         | 金      | 15,000‡       |
| 比利时（比利時唱片音樂協會）                               | 金      | 10,000‡       |
| 巴西（巴西唱片業協會）                                     | 钻石    | 160,000‡      |
| 丹麦（國際唱片業協會丹麥分會）                             | 金      | 45,000‡       |
| 法国（法國唱片出版業公會）                                 | 白金    | 200,000‡      |
| 意大利（意大利音乐产业联盟）                               | 金      | 35,000‡       |
| 墨西哥（墨西哥音像製品協會）                               | 2×      | 150,000‡      |
| 新西兰（新西兰唱片音乐协会）                               | 白金    | 30,000‡       |
| 挪威（國際唱片業協會挪威分会）                             | 白金    | 60,000‡       |
| 波兰（波蘭音像製造商協會）                                 | 白金    | 20,000‡       |
| 葡萄牙（葡萄牙唱片業協會）                                 | 金      | 10,000‡       |
| 英国（英国唱片业协会）                                     | 白金    | 600,000‡      |
| 美国（美國唱片業協會）                                     | 3× 白金 | 3,000,000‡    |
| *僅含認證的實際銷量 ^僅含認證的出貨量 ‡僅含認證的+實際銷量 |         |               |

## 发行历史
| 地区   | 日期          | 格式                | 厂牌                       | 参考    |
| ------ | ------------- | ------------------- | -------------------------- | ------- |
| 多国   | 2019年11月7日 | 數位音樂下載 流媒体 | 科莫萨贝  RCA | [ 168 ] |
| 英国   | 2020年1月24日 | 當代流行電台        | 科莫萨贝  RCA | [ 169 ] |
| 美国   | 2020年1月28日 | 當代流行電台        | 科莫萨贝  RCA | [ 18 ]  |
| 意大利 | 2020年1月31日 | 當代流行電台        | 索尼                       | [ 170 ] |
| 美国   | 2020年2月4日  | 节奏当代电台        | 科莫萨贝  RCA | [ 171 ] |
| 多国   | 2020年5月1日  | 黑胶单曲 CD         | 科莫萨贝  RCA | [ 172 ] |

## 妮琪·米娜混音版
2020年5月1日，蜜桃猫朵佳宣布〈早点说〉将会有妮琪·米娜客串的混音版，该版本于隔天发布。

### 背景和作曲
朵佳向来是米娜的歌迷，她说两人合作表演混音版的念头就这样自然产生。
混音版同样由卢克博士担任制作人，乐器与原版几乎完全一致，增加了808鼓机节拍及米娜部分的和弦进程。《滚石》的雅典娜·黎牙实比（Althea Legapsi）认为这个版本是“复古的律动流行歌”，很“生动”。歌曲引用了娜奧美·金寶、卡茜和劳琳·希尔的作品。2020年5月8日，包含米娜所唱主歌的原版伴奏发布。

### 专业评价
《新音乐快递》的杰克逊·兰格福德（Jackson Lagnford）赞扬米娜的加入，说“他们拿下了这首混音”。

### 商业表现
米娜客串的混音版发布后，〈早点说〉在公告牌百强单曲榜的排名上升至第1位。随着米娜的贡献助推歌曲在大多数榜单上获得积分，蹿升至头位，得到大量关注，她被正式列为歌曲的客串艺人。由于约90%的电台点播了米娜未参与的原版，米娜的名字并未出现在任何点播榜单上。该作品是朵佳和米娜两人第一支获百强榜冠军的作曲。混音版发布后，歌曲在数字歌曲销量榜的排名从第16升至第1，销量增加966%，达到6.6万个下载单位。在流媒体歌曲榜上，歌曲点播量增加87%，从第10升至第4。另外，歌曲在热门R&B/嘻哈歌曲榜和热门R&B歌曲榜的排名升至第1位，使得朵佳同时斩获上述两榜单的首位，也使得米娜分别在两榜单拿下第五个和第一个冠军。
歌曲是首支在百强榜夺冠的两位女说唱歌手的合作作品。米娜还打破了攀升至百强榜头名时长的纪录，而这首混音作品也是她在该榜单的第109首作品。以客串艺人的身份登上榜单两个星期后，米娜的名字于2020年5月30日被移除，朵佳的名字再度单独列在榜单中。

### 音乐视频
混音版未有正式的音乐视频，但米娜的官方YouTube频道于5月2日发布了三位表演者的舞蹈视频。该视频发布前，朵佳也在个人的YouTube频道发布歌曲歌词视频。

### 曲目列表
Say So (feat. Nicki Minaj)
1. "Say So" (feat. Nicki Minaj) – 3:26

Say So (Original Version) [feat. Nicki Minaj]
1. "Say So" (feat. Nicki Minaj) [Original Version] – 3:26

### 发行历史
| 地区   | 日期         | 格式                        | 版本       | 厂牌         | 参考            |
| ------ | ------------ | --------------------------- | ---------- | ------------ | --------------- |
| 多国   | 2020年5月1日 | 数字下载 流媒体 黑膠唱片 CD | 混音       | 科莫萨贝 RCA | [ 182 ] [ 172 ] |
| 意大利 | 2020年5月4日 | 当代流行电台                | 混音       | 索尼         | [ 183 ]         |
| 多国   | 2020年5月8日 | 数字下载 流媒体             | 原版的混音 | 科莫萨贝 RCA | [ 174 ]         |